# Movimento Democratico Sociale
Il Movimento Democratico Sociale (in spagnolo: Movimiento Demócrata Social) è un partito politico boliviano di orientamento neoliberista e conservatore fondato nel 2013.

## Risultati elettorali
| Elezione      | Candidato          | Voti    | %    | Seggi  | Seggi   |
| ------------- | ------------------ | ------- | ---- | ------ | ------- |
| Generali 2019 | Óscar Ortiz Antelo | 244.765 | 4,30 | Camera | 3 / 130 |
| Generali 2019 | Óscar Ortiz Antelo | 244.765 | 4,30 | Senato | 1 / 36  |